# Triploceras verticillatum
Triploceras verticillatum là một loài Song tinh tảo trong họ Desmidiaceae, thuộc chi Triploceras.